# Комунална привреда
Комунална привреда је грана привреде која се бави комунално-услужним делатностима. Њен основни задатак је подмиривање основних потреба становништва у средини у којој живе. Најразвијенија је у градским срединама.
Ова грана привреде обухвата неколико сектора, тј. предузећа:
- водовод и канализација
- отворене пијаце
- гробља
- јавна паркиралишта
- одржавање стамбених јединица
- градско зеленило
- градска чистоћа